# Championnats d'Europe d'escrime
 (mai 2019).
Les Championnats d'Europe d'escrime sont une compétition d'escrime organisée sous son principe actuel à partir de 1981. Ces championnats sont organisés par la confédération européenne d'escrime.

## Histoire
La première compétition portant le nom de « Championnats d'Europe d'escrime » a eu lieu en 1921 à Paris. La Fédération internationale d'escrime (FIE) ne comprend alors que des fédérations européennes, à l'exception de celle des États-Unis. 
En 1936, à l'occasion du prochain 25e anniversaire de la FIE et à la demande de la Fédération italienne, le congrès de la FIE décide d'ouvrir les Championnats d'Europe aux autres continents et accorde la reconnaissance rétroactive des Championnats d'Europe comme Championnats du monde. 
Ce n'est qu'en 1981, sous l'autorité de la Confédération européenne d'escrime, qu'un championnat d'Europe spécifique est de nouveau organisé pourvu qu'il n'interfère pas avec les Championnats du monde. Le principe de ne pas organiser de compétition européenne si les mondiaux avaient lieu en Europe est acté. C'est la Fédération italienne qui organise la première édition, les 11 et 12 novembre 1981. En raison de l'absence d'interférence, la restriction est levée. La compétition européenne est cependant suspendue entre 1983 et 1991 et, depuis cette édition, se déroule tous les ans, à chaque fois dans un pays différent.

## Éditions
| N° | Édition               | Ville        | Pays        | Date                     | Site                               | Participants | Nations | Épreuves |
| -- | --------------------- | ------------ | ----------- | ------------------------ | ---------------------------------- | ------------ | ------- | -------- |
| 01 | CE 1981               | Foggia       | Italie      | 11–12 novembre 1981      |                                    |              |         | 4        |
| 02 | CE 1982               | Mödling      | Autriche    | 1982                     |                                    |              |         | 4        |
| 03 | CE 1983               | Lisbonne     | Portugal    | 1983                     |                                    |              |         | 4        |
| 04 | CE 1991               | Vienne       | Autriche    | 1991                     |                                    |              |         | 10       |
| 05 | CE 1992               | Lisbonne     | Portugal    | 1992                     |                                    |              |         | 5        |
| 06 | CE 1993               | Linz         | Autriche    | 1993                     |                                    |              |         | 5        |
| 07 | CE 1994               | Cracovie     | Pologne     | 1994                     |                                    |              |         | 5        |
| 08 | CE 1995               | Keszthely    | Hongrie     | 1995                     |                                    |              |         | 5        |
| 09 | CE 1996               | Limoges      | France      | 1996                     |                                    |              |         | 5        |
| 10 | CE 1997               | Gdańsk       | Pologne     | 1997                     |                                    |              |         | 5        |
| 11 | CE 1998               | Plovdiv      | Bulgarie    | 1998                     |                                    |              |         | 10       |
| 12 | CE 1999               | Bolzano      | Italie      | 22–27 juin 1999          | Palaonda                           |              |         | 11       |
| 13 | CE 2000               | Funchal      | Portugal    | 3–9 juillet 2000         | Pavilhão Polidesportivo Tecnopol   |              |         | 12       |
| 14 | CE 2001               | Coblence     | Allemagne   | 3–8 juin 2001            | Sporthalle Oberwerth               |              |         | 12       |
| 15 | CE 2002               | Moscou       | Russie      | 2–7 juillet 2002         |                                    |              |         | 12       |
| 16 | CE 2003               | Bourges      | France      | 27 juin – 3 juillet 2003 | Palais d’Auron                     |              |         | 12       |
| 17 | CE 2004               | Copenhague   | Danemark    | 29 juin – 4 juillet 2004 |                                    |              |         | 12       |
| 18 | CE 2005               | Zalaegerszeg | Hongrie     | 28 juin – 3 juillet 2005 | Zalaegerszegi Sportcsarnok         |              |         | 12       |
| 19 | CE 2006               | Izmir        | Turquie     | 4–9 juillet 2006         | İzmir Halkapınar Sport Hall        |              | 35      | 12       |
| 20 | CE 2007               | Gand         | Belgique    | 2–7 juillet 2007         |                                    |              | 35      | 12       |
| 21 | CE 2008               | Kiev         | Ukraine     | 5–10 juillet 2008        |                                    | 394          |         | 12       |
| 22 | CE 2009               | Plovdiv      | Bulgarie    | 14–19 juillet 2009       | Foire internationale de Plovdiv    | 401          | 35      | 12       |
| 23 | CE 2010               | Leipzig      | Allemagne   | 17–22 juillet 2010       | Arena Leipzig                      |              | 39      | 12       |
| 24 | CE 2011               | Sheffield    | Royaume-Uni | 14–19 juillet 2011       | England Institute of Sport         | 404          | 39      | 12       |
| 25 | CE 2012               | Legnano      | Italie      | 15–20 juin 2012          | PalaBorsani                        |              |         | 12       |
| 26 | CE 2013               | Zagreb       | Croatie     | 16–21 juin 2013          | Arena Zagreb                       | 395          |         | 12       |
| 27 | CE 2014               | Strasbourg   | France      | 7–14 juin 2014           | Rhénus Sport                       |              |         | 12       |
| 28 | CE 2015               | Montreux     | Suisse      | 5–11 juin 2015           | Montreux Music & Convention Centre |              |         | 12       |
| 29 | CE 2016               | Toruń        | Pologne     | 20–25 juin 2016          | Arena Toruń                        | 396          | 40      | 12       |
| 30 | CE 2017               | Tbilissi     | Géorgie     | 12–17 juin 2017          | Tbilisi Gymnastic Arena            |              |         | 12       |
| 31 | CE 2018               | Novi Sad     | Serbie      | 16–21 juin 2018          | Centre sportif SPENS               |              |         | 12       |
| 32 | CE 2019               | Düsseldorf   | Allemagne   | 17–22 juin 2019          | Messe Düsseldorf                   | 448          | 41      | 12       |
| 33 | CE 2020               | Minsk        | Biélorussie | Édition annulée          |                                    |              |         | 12       |
| 34 | CE 2021               | Plovdiv      | Bulgarie    | Édition annulée          |                                    |              |         | 12       |
| 35 | CE 2022               | Antalya      | Turquie     | 17–22 juin 2022          | Antalya Arena                      |              |         | 12       |
| 36 | CE 2023               | Plovdiv      | Bulgarie    | 16–18 juin 2023          |                                    |              |         | 12       |
| -  | CE 2023 (par équipes) | Cracovie     | Pologne     | 28-30 juin 2023          |                                    |              |         |          |
| 37 | CE 2024               | Bâle         | Suisse      | 18–23 juin 2023          | Halle Saint-Jacques                |              |         | 12       |
| 38 | CE 2025               | Gênes        | Italie      | 14–19 juin 2023          | pavillon Jean Nouvel de fiera (it) |              |         | 12       |
| 39 | CE 2026               | Tallinn      | Estonie     |                          |                                    |              |         |          |

## Tableau des médailles
| Rang               | Pays                         | Médaille d'or, Europe | Médaille d'argent, Europe | Médaille de bronze, Europe | Total |
| ------------------ | ---------------------------- | --------------------- | ------------------------- | -------------------------- | ----- |
| 1                  | Italie                       | 85                    | 65                        | 101                        | 251   |
| 2                  | Russie                       | 76                    | 67                        | 67                         | 210   |
| 3                  | France                       | 52                    | 51                        | 73                         | 176   |
| 4                  | Hongrie                      | 36                    | 41                        | 56                         | 133   |
| 5                  | Allemagne                    | 33                    | 29                        | 61                         | 123   |
| 6                  | Pologne                      | 17                    | 25                        | 48                         | 90    |
| 7                  | Ukraine                      | 16                    | 20                        | 32                         | 68    |
| 8                  | Roumanie                     | 16                    | 17                        | 26                         | 59    |
| 9                  | Suisse                       | 7                     | 7                         | 13                         | 27    |
| 10                 | Estonie                      | 4                     | 10                        | 10                         | 24    |
| 11                 | Autriche                     | 3                     | 5                         | 10                         | 18    |
| 12                 | Espagne                      | 3                     | 2                         | 9                          | 14    |
| 13                 | Géorgie                      | 3                     | 0                         | 3                          | 6     |
| 14                 | Biélorussie                  | 2                     | 2                         | 5                          | 9     |
| 15                 | Allemagne de l'Ouest         | 2                     | 2                         | 1                          | 5     |
| 16                 | Azerbaïdjan                  | 2                     | 0                         | 3                          | 5     |
| 17                 | Grande-Bretagne              | 1                     | 4                         | 9                          | 14    |
| 18                 | Portugal                     | 1                     | 1                         | 2                          | 4     |
| 19                 | Israël                       | 1                     | 1                         | 1                          | 3     |
| 20                 | Grèce                        | 0                     | 3                         | 3                          | 6     |
| 21                 | Pays-Bas                     | 0                     | 3                         | 1                          | 4     |
| 22                 | Bulgarie                     | 0                     | 2                         | 1                          | 3     |
| 23                 | Belgique                     | 0                     | 2                         | 0                          | 2     |
| 24                 | Suède                        | 0                     | 1                         | 5                          | 6     |
| 25                 | Danemark                     | 0                     | 1                         | 0                          | 1     |
| 26                 | Tchéquie                     | 0                     | 0                         | 4                          | 4     |
| 27                 | Tchécoslovaquie              | 0                     | 0                         | 2                          | 2     |
| 28                 | Turquie                      | 0                     | 0                         | 3                          | 3     |
| —                  | Athlètes individuels neutres | 1                     | 0                         | 2                          | 3     |
| Total (28 nations) | Total (28 nations)           | 361                   | 361                       | 551                        | 1 273 |